# Quillow
Der Quillow ist ein kleiner Fluss in der Uckermark.
Die Längenangaben klaffen um 2,7 km auseinander, denn die brandenburgische Kilometrierung endet ein kurzes Stück flussaufwärts der Landesgrenze. Die Mecklenburgische Stationierung erreicht am Quellsee bei fast 37,8 km. Von km 31,2 bis km 31,7 bildet der Quillow die Landesgrenze zwischen Mecklenburg-Vorpommern und Brandenburg. Nach brandenburgischer Angabe ist der Fluss auf 25,06 km ein Gewässer III. Ordnung und auf 10,08 km ein Gewässer II. Ordnung.
Als Ursprung hat dieser Fluss einen See, den Bucheisensee auf 128,9 m über dem Meer bei Neugarten, einem Ortsteil der Stadt Feldberger Seenlandschaft im Landkreis Mecklenburgische Seenplatte. Er durchströmt danach den Roßbauersee beim Ortsteil Lichtenberg und den Wrechener See. Dieser ist nur 1,5 km vom Breiten Luzin (oberirdisch gemeinsames Einzugsgebiet von Strom und Lychener Gewässer (zur Havel), sowie unterirdisches Einzugsgebiet derselben) im Südwesten und 1,1 km vom Großen See bei Fürstenwerder (vom Köhntop durchflossen) entfernt. Dann erreicht der Quillow das Land Brandenburg und fließt dort durch den Kleinen und den Großen Parmensee (89,5 m über NN) bei Parmen in der Gemeinde Nordwestuckermark. 15 km nach dem Ausfluss aus dem Bucheisensee wird der Quillow auf knapp 75 m Meereshöhe aus Norden von der Peege erreicht, natürlicherweise seinem größten Zufluss. Jedoch wird ihm 2,856 km vor seiner Mündung in die Ucker bei Prenzlau das meiste Wasser des Strom zugeleitet, dessen Altlauf im Süden der Stadt nur noch 60 Liter pro Sekunde erhält.

## Einzelnachweise

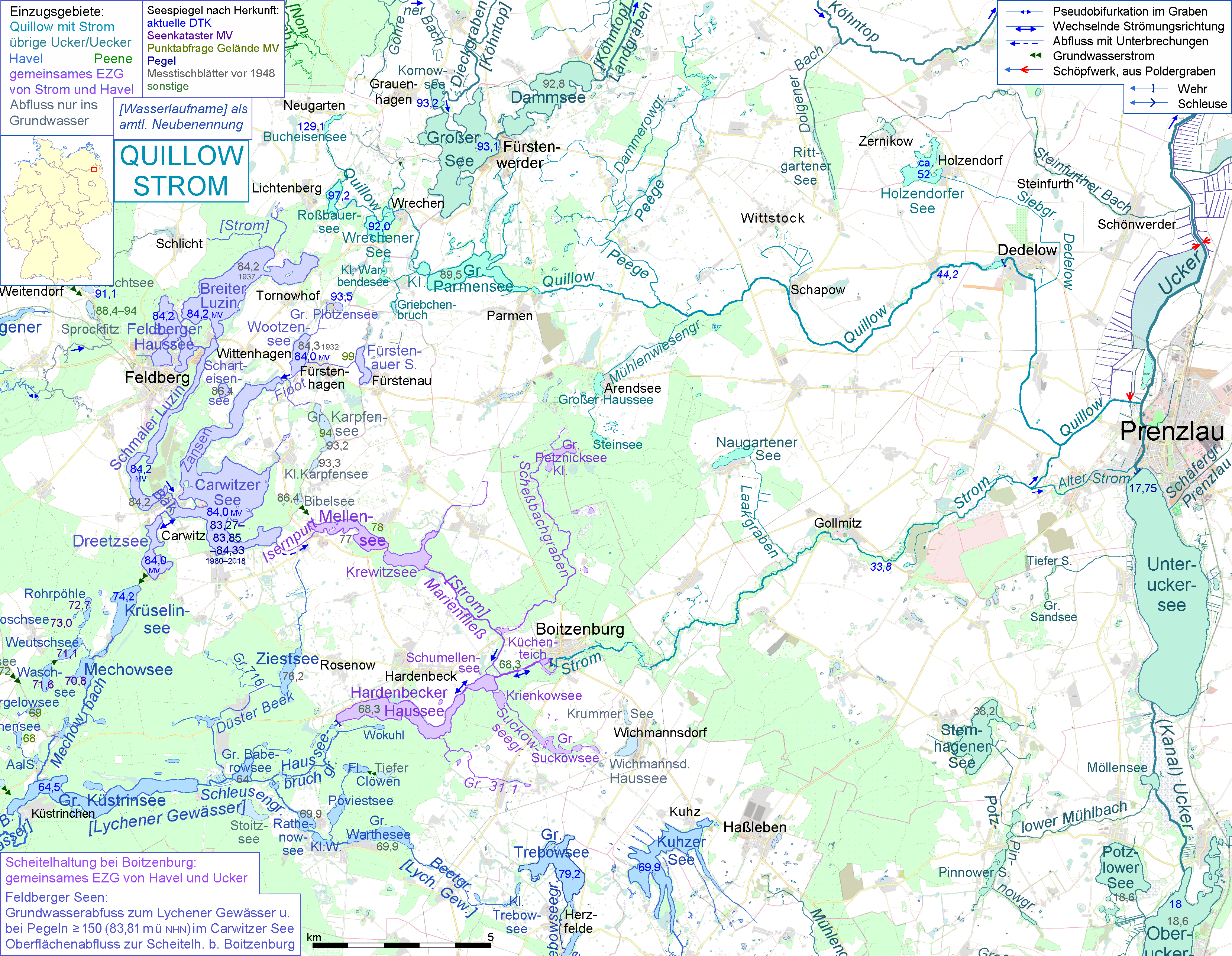
Einen großen Teil des Einzugsgebietes der Quillow bildet dasjenige des Strom. Große Teile davon sind gleichzeitig Einzugsgebiet der Havel: Die Scheitelhaltung bei Boitzenburg (pink) und mehr noch die Feldberger Seen (bläulich lila)